# Télémaque dans l'île de Calypso

Télémaque dans l'île de Calypso est un ballet-pantomime en 3 actes de Pierre Gardel, musique d'Ernest Miller, créé à l'Opéra de Paris le 23 février 1790.
Premier ballet de Gardel, il connaît un immense succès, à tel point qu'aujourd'hui encore on enseigne un exercice extrait de ce ballet : les « brisés Télémaque ».
Plusieurs chorégraphes ont créé des pièces sur le même thème :
- Gasparo Angiolini (Télémaque, 1770)
- Charles Le Picq (Télémaque dans l'île de Calypso, 1777)
- Jean Dauberval (Télémaque dans l'île de Calypso, 1791)
- Vincenzo Galeotti (Télémaque sur l'île de Calypso, 1792)
- Louis Duport (Télémaque sur l'île de Calypso, 1813).